# Gran Premio de Catar de Motociclismo de 2020
El Gran Premio de Catar de 2020 (oficialmente QNB Grand Prix of Qatar) fue la primera prueba del Campeonato del Mundo de Motociclismo de 2020. Tuvo lugar en el fin de semana del 6 al 8 de marzo de 2020 en el Circuito Internacional de Losail, situado en la ciudad de Doha, Catar. Debido a la actual epidemia de coronavirus de escala mundial y a la cuarentena obligada a los ciudadanos italianos que visiten Catar, Dorna Sports propietaria de los derechos comerciales de MotoGP, decidió cancelar la prueba de MotoGP pero no así las de Moto2 y Moto3, quienes ya se encontraban en Catar realizando sus últimos test de pretemporada.
La carrera de Moto2 fue ganada por Tetsuta Nagashima, seguido de Lorenzo Baldassarri y Enea Bastianini. Albert Arenas fue el ganador de la prueba de Moto3, por delante de John McPhee y Ai Ogura.

## Resultados

### Resultados Moto2
| Pos.    | N.º | Piloto                | Constructor | Vueltas | Tiempo         | Parrilla | Puntos |
| ------- | --- | --------------------- | ----------- | ------- | -------------- | -------- | ------ |
| 1       | 45  | Tetsuta Nagashima     | Kalex       | 20      | 40:00.192      | 14       | 25     |
| 2       | 7   | Lorenzo Baldassarri   | Kalex       | 20      | +1.347         | 9        | 20     |
| 3       | 33  | Enea Bastianini       | Kalex       | 20      | +1.428         | 3        | 16     |
| 4       | 16  | Joe Roberts           | Kalex       | 20      | +1.559         | 1        | 13     |
| 5       | 87  | Remy Gardner          | Kalex       | 20      | +1.901         | 6        | 11     |
| 6       | 9   | Jorge Navarro         | Speed Up    | 20      | +2.381         | 4        | 10     |
| 7       | 23  | Marcel Schrötter      | Kalex       | 20      | +4.490         | 13       | 9      |
| 8       | 44  | Arón Canet            | Speed Up    | 20      | +4.703         | 16       | 8      |
| 9       | 97  | Xavi Vierge           | Kalex       | 20      | +7.118         | 10       | 7      |
| 10      | 12  | Thomas Lüthi          | Kalex       | 20      | +8.904         | 18       | 6      |
| 11      | 64  | Bo Bendsneyder        | NTS         | 20      | +9.730         | 5        | 5      |
| 12      | 72  | Marco Bezzecchi       | Kalex       | 20      | +11.410        | 7        | 4      |
| 13      | 21  | Fabio Di Giannantonio | Speed Up    | 20      | +12.701        | 11       | 3      |
| 14      | 96  | Jake Dixon            | Kalex       | 20      | +12.717        | 20       | 2      |
| 15      | 62  | Stefano Manzi         | MV Agusta   | 20      | +16.208        | 21       | 1      |
| 16      | 57  | Edgar Pons            | Kalex       | 20      | +16.256        | 17       |        |
| 17      | 40  | Héctor Garzó          | Kalex       | 20      | +16.869        | 23       |        |
| 18      | 11  | Nicolò Bulega         | Kalex       | 20      | +16.932        | 15       |        |
| 19      | 55  | Hafizh Syahrin        | Speed Up    | 20      | +19.639        | 25       |        |
| 20      | 88  | Jorge Martín          | Kalex       | 20      | +20.662        | 8        |        |
| 21      | 24  | Simone Corsi          | MV Agusta   | 20      | +27.291        | 28       |        |
| 22      | 27  | Andi Farid Izdihar    | Kalex       | 20      | +34.514        | 26       |        |
| 23      | 2   | Jesko Raffin          | NTS         | 20      | +34.664        | 22       |        |
| 24      | 19  | Lorenzo Dalla Porta   | Kalex       | 20      | +45.850        | 27       |        |
| 25      | 35  | Somkiat Chantra       | Kalex       | 19      | +1 vuelta      | 19       |        |
| Ret     | 10  | Luca Marini           | Kalex       | 19      | Caída          | 2        |        |
| Ret     | 99  | Kasma Daniel          | Kalex       | 8       | Caída          | 29       |        |
| Ret     | 37  | Augusto Fernández     | Kalex       | 2       | Caída          | 12       |        |
| Ret     | 42  | Marcos Ramírez        | Kalex       | 1       | Daño por Caída | 24       |        |
| WD      | 22  | Sam Lowes             | Kalex       |         | No empezó      |          |        |
| 1.      |     |                       |             |         |                |          |        |
| Fuente: |     |                       |             |         |                |          |        |

### Resultados Moto3
| Pos.    | N.º | Piloto             | Constructor | Vueltas | Tiempo    | Parrilla | Puntos |
| ------- | --- | ------------------ | ----------- | ------- | --------- | -------- | ------ |
| 1       | 75  | Albert Arenas      | KTM         | 18      | 38:08.941 | 3        | 25     |
| 2       | 17  | John McPhee        | Honda       | 18      | +0.053    | 9        | 20     |
| 3       | 79  | Ai Ogura           | Honda       | 18      | +0.344    | 5        | 16     |
| 4       | 5   | Jaume Masiá        | Honda       | 18      | +0.247    | 6        | 13     |
| 5       | 24  | Tatsuki Suzuki     | Honda       | 18      | +0.789    | 1        | 11     |
| 6       | 2   | Gabriel Rodrigo    | Honda       | 18      | +0.426    | 13       | 10     |
| 7       | 52  | Jeremy Alcoba      | Honda       | 18      | +0.559    | 11       | 9      |
| 8       | 12  | Filip Salač        | Honda       | 18      | +0.823    | 20       | 8      |
| 9       | 7   | Dennis Foggia      | Honda       | 18      | +0.964    | 19       | 7      |
| 10      | 25  | Raúl Fernández     | KTM         | 18      | +0.834    | 2        | 6      |
| 11      | 11  | Sergio García      | Honda       | 18      | +1.261    | 14       | 5      |
| 12      | 53  | Deniz Öncü         | KTM         | 18      | +1.485    | 8        | 4      |
| 13      | 21  | Alonso López       | Husqvarna   | 18      | +1.602    | 25       | 3      |
| 14      | 27  | Kaito Toba         | KTM         | 18      | +2.790    | 12       | 2      |
| 15      | 14  | Tony Arbolino      | Honda       | 18      | +2.575    | 10       | 1      |
| 16      | 16  | Andrea Migno       | KTM         | 18      | +3.180    | 7        |        |
| 17      | 55  | Romano Fenati      | Husqvarna   | 18      | +5.802    | 18       |        |
| 18      | 92  | Yuki Kunii         | Honda       | 18      | +5.829    | 15       |        |
| 19      | 71  | Ayumu Sasaki       | KTM         | 18      | +6.109    | 21       |        |
| 20      | 6   | Ryusei Yamanaka    | Honda       | 18      | +8.457    | 27       |        |
| 21      | 99  | Carlos Tatay       | KTM         | 18      | +8.480    | 17       |        |
| 22      | 82  | Stefano Nepa       | KTM         | 18      | +16.240   | 22       |        |
| 23      | 9   | Davide Pizzoli     | KTM         | 18      | +21.450   | 24       |        |
| 24      | 54  | Riccardo Rossi     | KTM         | 18      | +26.209   | 23       |        |
| 25      | 50  | Jason Dupasquier   | KTM         | 18      | +26.412   | 29       |        |
| 26      | 89  | Khairul Idham Pawi | Honda       | 18      | +28.189   | 31       |        |
| 27      | 73  | Maximilian Kofler  | KTM         | 18      | +28.517   | 26       |        |
| 28      | 13  | Celestino Vietti   | KTM         | 18      | +32.106   | 16       |        |
| 29      | 60  | Dirk Geiger        | KTM         | 18      | +41.931   | 28       |        |
| Ret     | 40  | Darryn Binder      | KTM         | 17      | Caída     | 4        |        |
| Ret     | 20  | José Julián García | Honda       | 13      | Caída     | 30       |        |
| 1.      |     |                    |             |         |           |          |        |
| Fuente: |     |                    |             |         |           |          |        |